# Kamil (bier)
Kamil is een Belgisch biermerk. Het bier wordt sinds 2004 gebrouwen door Bieren Van Begeerte uit Antwerpen, thans gevestigd in Berchem en wordt sinds 2009 in opdracht voor Bieren Van Begeerte gebrouwen door de De Proefbrouwerij. Sinds 2014 draagt Kamil het logo "Belgische Hop".

## Varianten
- Kamil, goudblond bier met een alcoholpercentage (abv) van 6,5%
- Kamil Greenstone, amberkleurig bier met een alcoholpercentage (abv) van 8%
- Kamil Surfer Rosa, brut IPA met een alcoholpercentage (abv) van 5,5%